# بری بلا
بری بلا (انگلیسی: Brie Bella؛ زادهٔ ۲۱ نوامبر ۱۹۸۳) قهرمان چهار دوره کمربند دیواز کشتی‌گیر کشتی حرفه‌ای اهل ایالات متحده آمریکا است.